# Thunderdome
Thunderdome is een muziekevenement dat georganiseerd wordt door ID&T en dat vanaf 1992 in Nederland en België wordt gehouden. 
Op het evenement wordt voornamelijk hardcore house gedraaid, al dan niet vermengd met Duitse of Engelse ravemuziek. Het evenement trok in de jaren 90 ongeveer 40.000 bezoekers per jaar.

## Geschiedenis
Het eerste grote evenement georganiseerd door ID&T was The Final Exam op 19 juni 1992 in de Brabanthallen in 's-Hertogenbosch en 20 juni 1992 in de Jaarbeurs in Utrecht. De organisatie deed haar inspiratie op bij onder andere de evenementen van Multigroove. De eerste Thunderdome vond plaats op 3 oktober 1992 in Heerenveen. Thunderdome groeide midden jaren 90 al snel uit tot een van de bekendste rave-evenementen en het bekendste hardcore-evenement van Europa. Vanaf 1993 werd Thunderdome ook in Duitsland, Italië, Australië, België, Frankrijk, Zwitserland en Spanje gehouden. Dit waren voornamelijk de zogenaamde "on-tourparty's". Later werden er in vele Europese landen Thunderdome-evenementen gehouden.
Thunderdome begon met vier dj's, namelijk DJ Dano (Daniël Leeflang), DJ The Prophet (Dov Elkabas), DJ Gizmo (Ferry Salee) en DJ Buzz Fuzz (Mark Vos), ook wel bekend als The Dreamteam. Dano, The Prophet & Buzz Fuzz vormden reeds het "Multigrooves" Dreamteam. ID&T voegde daar Gizmo aan toe. Later draaiden of verzorgden onder meer de volgende artiesten optredens op Thunderdome: Neophyte (Jeroen Streunding), Angerfist (Danny Masseling), DJ Panic, Darkraver (Steve Sweet), 3 Steps Ahead (Peter-Paul Pigmans), DJ Dana (Dana van Dreven), DJ Korsakoff, DJ Promo, Bass D & King Matthew en Ruffneck.
Door het succes van Thunderdome ontstonden ook andere hardcorefeesten, zoals Hellraiser, A Nightmare in Rotterdam, Masters of Hardcore en Hellbound.
Naast de verschillende feesten werden ook tientallen cd's uitgebracht door Thunderdome. Ben Liebrand was degene die de kenmerkende hoezen ontwierp voor deze Thunderdome CD-serie, als ook de 3d-animaties voor de tv-reclames.
Het Thunderdome-evenement werd vooral in de jaren 90 gehouden maar vond tot eind 2012 nog steeds jaarlijks plaats in onder andere de Utrechtse Jaarbeurshallen en werd door een dochteronderneming van ID&T georganiseerd. Bezoekers in het bezit van een Thunderdometattoo (de Wizard of het geschreven Thunderdomelogo) hadden gratis toegang tot deze feesten.
In december 2012 zou de allerlaatste Thunderdome worden georganiseerd in de Amsterdam RAI. Desondanks vond in 2017 weer een editie plaats en werd er ook in 2019 een editie georganiseerd. 

## Thunderdomefeesten erkend door ID&T
- The Final Exam - Jaarbeurs - Utrecht - 20 juni 1992
- Thunderdome I - Thialf - Heerenveen - 3 oktober 1992
- Thunderdome II - Frieslandhallen - Leeuwarden - 13 februari 1993
- Thunderdome III - Statenhal Den Haag - 13 maart 1993
- Thunderdome IV - Thialf - Heerenveen - 3 april 1993
- Thunderdome V 'The Final Thunderdome' - Martinihal Groningen - 8 mei 1993
- Thunderdome VI - Martinihal - Groningen - 9 oktober 1993
- Thunderdome '93 - Jaarbeurs - Utrecht - 27 november 1993
- Thunderdome @ Planet Hardcore - Dendermonde - België - 3 april 1994[2]
- Thunderdome - Stadthalle Dietikon - Zurich Airport - 16 april 1994
- Thunderdome @ Mysteryland - Maasvlakte - Rotterdam - 26 juni 1994
- Thunderdome - Sporthalle Köln Keulen - Duitsland - 11 juli 1994
- Thunderdome @ Extreme - Affligem - België - 16 december 1994[3]
- Thunderdome meets Multigroove - Fun Factory Zaandam - 25 april 1995
- Thunderdome - Revierpark Oberhausen Duitsland: - 13 mei 1995
- Thunderdome vs. Hellraiser - Sporthallen Zuid - Amsterdam - 26 augustus 1995
- Thunderdome '96 'Dance Or Die!' FEC Expo Leeuwarden - 20 april 1996
- Thunderdome @ Mysteryland - Airport Eindhoven - 22 juni 1996
- Thunderdome in Germany - Sport-und Kongresshalle - Schwerin - 21.09.1996
- Thunderdome @ Club X - Wuustwezel - België - 13 September 1996[4]
- Thunderdome '96 part 2 - Sportpaleis - Antwerpen - 16 november 1996
- Thunderdome '97 The Southern Edition - Sportpaleis - Antwerpen - 29 maart 1997
- Thunderdome in Germany - Turbinehalle - Oberhausen - 7 mei 1997
- Thunderdome @ Mysteryland - Bussloo - Voorst - 5 juli 1997
- Thunderdome in Italy - Number One (club) - Cortefranca (BS) - Italië - 7 september 1997
- Thunderdome 'Global Hardcore Nation' - Sportpaleis Antwerpen - 18 oktober 1997
- Thunderdome 'Global Hardcore Nation' @ Cherry Moon - Lokeren - België - 31 oktober 1997[5]
- Thunderdome 'The Eastern Edition' - Expo Center Hengelo - 29 november 1997
- Thunderdome 'Global Hardcore Nation' part 2 - Sportpaleis Antwerpen - 7 februari 1998
- Thunderdome @ Mysteryland - Lingebos - Gorinchem - 4 juli 1998
- Thunderdome vs. Hellraiser - Sporthallen Zuid - Amsterdam - 5 september 1998
- Thunderdome '98 - FEC Expo - Leeuwarden - 28 november 1998
- Thunderdome '99 - Thialf - Heerenveen - 2 oktober 1999
- Thunderdome 2000 - Flanders Expo - Gent - 1 april 2000
- Thunderdome @ Nature One - Raketbasis Pydna - Kastellaun - 3 augustus 2001
- Thunderdome - Heineken Music Hall Amsterdam - 25 augustus 2001
- Thunderdome @ Nature One - Raketbasis Pydna - Kastellaun - 2 augustus 2002
- Thunderdome 'Thunderdome A Decade' - RAI Amsterdam - 12 oktober 2002
- Thunderdome @ Nature One - Raketbasis Pydna - Kastellaun - 1 augustus 2003
- Thunderdome - Jaarbeurs - Utrecht - 25 oktober 2003
- Thunderdome @ Nature One - Raketbasis Pydna - Kastellaun - 29 juli 2004
- Thunderdome - Jaarbeurs - Utrecht - 4 december 2004
- Thunderdome @ Dominator - Het Rutbeek - Enschede - 30 juli 2005
- Thunderdome @ Nature One - Raketbasis Pydna - Kastellaun - 4 augustus 2005
- Thunderdome - Jaarbeurs Utrecht - 3 december 2005
- Thunderdome @ Nature One - Raketbasis Pydna - Kastellaun - 4 augustus 2006
- Thunderdome - Jaarbeurs - Utrecht - 2 december 2006
- Thunderdome @ Nature One - Raketbasis Pydna - Kastellaun - 3 augustus 2007
- Thunderdome @ Mysteryland - Floriade - Haarlemmermeer - 25 augustus 2007
- Thunderdome @ Q-Base - Airport Weeze - 9 september 2007
- Thunderdome 'Thunderdome XV - 15 jaar Thunderdome' - RAI Amsterdam - 15 december 2007
- Thunderdome 'Pay back time' - Heineken Music Hall - Amsterdam - 24 mei 2008
- Thunderdome @ Nature One - Raketbasis Pydna - Kastellaun - 1 augustus 2008
- Thunderdome - Jaarbeurs - Utrecht - 20 december 2008
- Thunderdome 'Fight Night' - Heineken Music Hall - Amsterdam - 23 mei 2009
- Thunderdome @ Dominator - E3-strand - Eersel - 25 juli 2009
- Thunderdome @ Nature One - Raketbasis Pydna - Kastellaun - 31 juli 2009
- Thunderdome @ Mysteryland - Floriade - Haarlemmermeer - 29 augustus 2009
- Thunderdome @ Q-Base - Airport Weeze - 12 september 2009
- Thunderdome 'Alles naar de klote!' - Jaarbeurs Utrecht - 19 december 2009
- Thunderdome @ Nature One - Raketbasis Pydna - Kastellaun - 30 juli 2010
- Thunderdome @ The Qontinent - Puyenbroeck - 14 augustus 2010
- Thunderdome 'Breaking Barriers' - Jaarbeurs Utrecht - 18 december 2010
- Thunderdome @ Nature One - Raketbasis Pydna - Kastellaun - 5 augustus 2011
- Thunderdome @ The Qontinent - Puyenbroeck - 13 augustus 2011
- Thunderdome 'Toxic Hotel' - Jaarbeurs Utrecht - 17 december 2011
- Thunderdome @ Nature One 2012
- Thunderdome @ The Qontinent - 12 augustus 2012
- Thunderdome @ Mysteryland - Haarlemmermeer - 25 augustus 2012
- Thunderdome @ Q-Base - Airport Weeze - 8 september 2012
- Thunderdome XX - The Final Exam - Rai Amsterdam - 15 december 2012.
- Thunderdome @ Tomorrowland - De Schorre - Boom - België - 21 juli 2017
- Thunderdome @ Mysteryland - Floriade - Haarlemmermeer - 26 & 27 augustus 2017
- Thunderdome - 25 Years of Hardcore - Jaarbeurs Utrecht - 28 oktober 2017
- Thunderdome @ Tomorrowland - De Schorre - Boom - België - 22 juli 2018
- Thunderdome @ Mysteryland - Floriade - Haarlemmermeer - 25 & 26 augustus 2018
- Thunderdome @ Q-Base - Airport Weeze - Weeze - 8 september 2018
- Thunderdome - Jaarbeurs Utrecht - 26 oktober 2019
- Thunderdome - Jaarbeurs Utrecht - 11 december 2021 (geannuleerd/uitgesteld vanwege corona)[6]
- Thunderdome XXX - Jaarbeurs Utrecht - 10 december 2022
- Thunderdome - Jaarbeurs Utrecht - 9 december 2023
- Thunderdome 2004 Omega - Sportpaleis Antwerpen - 13 december 2024
- Thunderdome 2024 Alpha - Sportpaleis Antwerpen - 14 december 2024

## Thunderdomefeesten niet erkend door ID&T
- Thunderdome - Thunderdome-Arena - Düsseldorf - Duitsland - 5 maart 1994 (zie Thunderdome IV megamix inlay)
- Thunderdome - Die Hard Day - Melkweg (Amsterdam) - 5 december 2015 (georganiseerd door Thunderdome en DJ Magazine, exclusief voor 1700 Thunderdome-fans)
- Thunderdome - Die Hard Day 2 - Warehouse Elementenstraat Amsterdam - 3 december 2016 (georganiseerd door Thunderdome)
- Thunderdome - Die Hard Day 3 - Warehouse Elementenstraat Amsterdam - 27 oktober 2018 (georganiseerd door Thunderdome)